# ハマってサボっておーまいがっ!
「ハマってサボっておーまいがっ!」は、2008年3月5日にLantisから発売されたシングル。

## 概要
PlayStation 2用ゲームソフト『らき☆すた 〜陵桜学園 桜藤祭〜』主題歌を収録したシングル。
2007年に放送されたアニメ版の主題歌『もってけ!セーラーふく』と同様に、主要登場人物4人の声優（泉こなた（平野綾）、柊かがみ
（加藤英美里）、柊つかさ（福原香織）、高良みゆき（遠藤綾））が歌唱を担当しており、また、製作陣も畑亜貴、神前暁、nishi-kenの3人というこれも『もってけ!セーラーふく』を手がけた3人がそのまま起用されている。
『もってけ!セーラーふく』以来10ヶ月ぶりの新曲となったが、オリコン週間チャートの初動は14位と、前作の2位には及ばなかった。しかし、それまでの『らき☆すた』関連CDと同様に25位以内は保持した。週間チャートでの最終的な枚数は18,753枚。

## 収録曲
（全作詞：畑亜貴）
1. ハマってサボっておーまいがっ! [4:27] 
作・編曲：神前暁
『陵桜学園 桜藤祭』オープニングテーマ
2. なんてったって☆伝説 [4:12] 
作・編曲：nishi-ken
『陵桜学園 桜藤祭』エンディングテーマ
3. ハマってサボっておーまいがっ!（off vocal）
4. なんてったって☆伝説（off vocal）

## スタッフ
- 歌い手：平野綾、加藤英美里、福原香織、遠藤綾
- プロデューサー：斎藤滋（ランティス）
- エンジニア：浅野浩伸、奥田基樹、森田信之
- スタジオ：マジックガーデン
- イラスト：美水かがみ
- デザイン：オーバードライブデザイン
- 宣伝：松村起代子、鈴木めぐみ、岩下由希恵（ランティス）
- 販促：杉谷恵美（ランティス）
- デスク：山崎彩、濵田邦子（ランティス）
- アシスタント：臼倉竜太郎（ランティス）
- エグゼクティブスーパーバイザー：伊藤善之
- エグゼクティブプロデューサー：井上俊次（ランティス）